# Summer Storm
Summer Storm (bra: O Que Matou por Amor; prt: Tempestade de Verão) é um filme estadunidense de 1944, do gênero drama, dirigido por Douglas Sirk, com roteiro dele, Michael O'Hara, Rowland Leigh e Robert Thoeren baseado no romance Drama na okhote (cirílico: Драма на охоте), de Anton Tchekhov.

## Prêmios e indicações
| Prêmio     | Categoria            | Recipiente | Resultado |
| ---------- | -------------------- | ---------- | --------- |
| Oscar 1945 | Melhor trilha sonora | Karl Hajos | Indicado  |

## Elenco
- Linda Darnell.... Olga Kuzminichna Urbenin
- George Sanders.... Fedor Mikhailovich Petroff
- Anna Lee.... Nadena Kalenin
- Hugo Haas.... Anton Urbenin
- Edward Everett Horton.... conde "Piggy" Volsky
- Lori Lahner.... Clara Heller
- John Philliber.... Polycarp
- Sig Ruman.... Kuzma